# Nobuko Fushimi
Nobuko Fushimi (伏見信子, Fushimi Nobuko) est une actrice japonaise née le 10 octobre 1915.

## Biographie
Nobuko Fushimi a tourné dans près de 100 films entre 1923 et 1942. C'est la sœur de l'actrice Naoe Fushimi (ja).

## Filmographie sélective
- 1929 : Entraînement d'un guerrier en images (絵本武者修業, Ehon mushashugyo?) de Hiroshi Inagaki
- 1931 : Feux d'artifice (花火, Hanabi?) de Mansaku Itami
- 1931 : Le Chevalier voleur (御誂治郎吉格子, Oatsurae Jirokichi Koshi?) de Daisuke Itō : Okino
- 1932 : Debout sur la terre I (大地に立つ 前篇, Daichi ni tatsu: Zenpen?) de Tomu Uchida : Sumiko
- 1932 : Debout sur la terre II (大地に立つ 後篇, Daichi ni tatsu: Kohen?) de Tomu Uchida : Sumiko

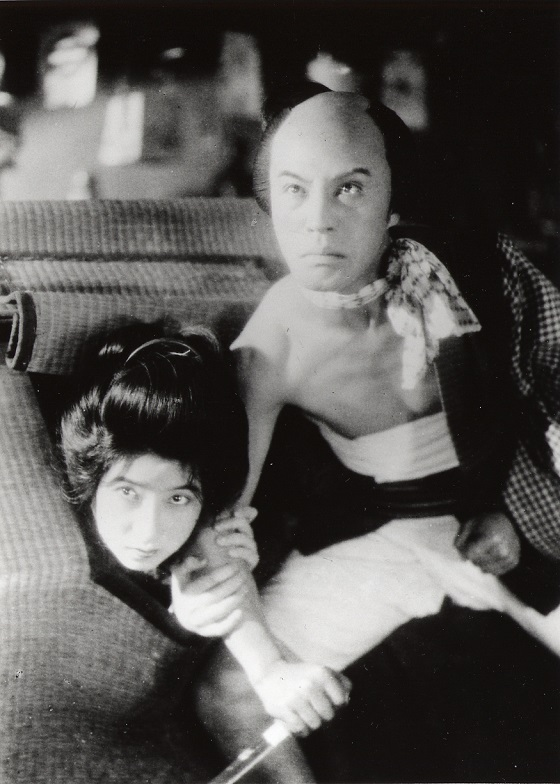
Nobuko Fushimi et Denjirō Ōkōchi dans Le Chevalier voleur (1931).

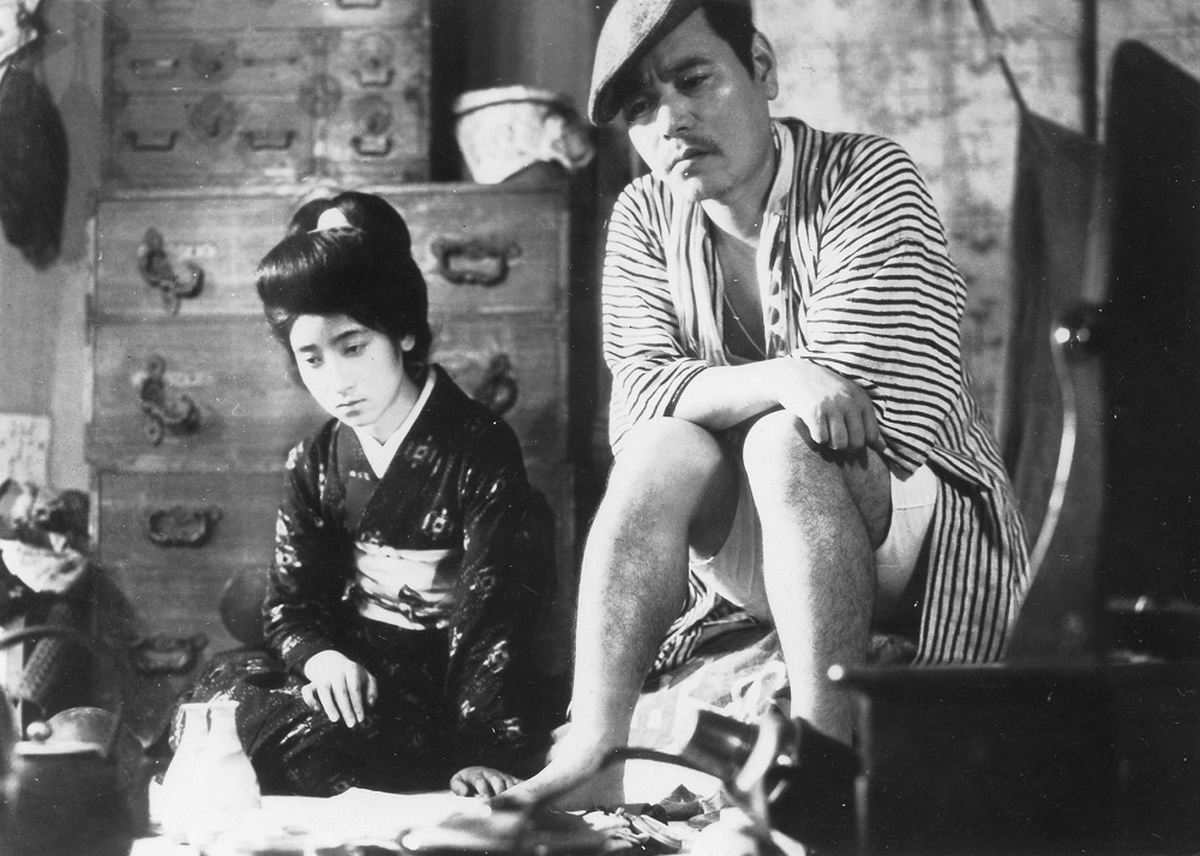
Nobuko Fushimi et Takeshi Sakamoto dans Cœur capricieux (1933).

- 1933 : Le Printemps des dix-neuf ans (十九の春, Juku no haru?) de Heinosuke Gosho
- 1933 : Jeune Fille, adieu (処女よ、さよなら, Shojo-yo sayonara?) de Heinosuke Gosho
- 1933 : Comment attaquer en amour (恋愛一刀流, Renai ittōryū?) de Hiroshi Shimizu
- 1933 : Cœur capricieux (出来ごころ, Dekigokoro?) de Yasujirō Ozu : Harue
- 1933 : La Fille et le Clairon (ラッパと娘, Rappa to musume?) de Yasujirō Shimazu
- 1936 : Furusato no uta (ふるさとの歌?) de Kiyohiko Ushihara : Masako
- 1936 : Hatsukoi nikki (初恋日記?) de Shigeo Tanaka : Nobuko Izumi
- 1937 : Hitohada kan'non - Dai ippen (人肌観音 第一篇?) de Teinosuke Kinugasa : Koyuki
- 1939 : Conte des chrysanthèmes tardifs (残菊物語, Zangiku monogatari?) de Kenji Mizoguchi : Eiryū, une geisha
- 1941 : Le Col du roi des aigles (鷲ノ王峠, Washi no ō tōge?) de Daisuke Itō
- 1942 : Une femme (或る女, Aru onna?) de Minoru Shibuya